# Helmut Forsthoff
Helmut Forsthoff (* 29. November 1944 in Mühlhausen/Thüringen; † 26. Februar 2023) war ein deutscher Jazzsaxophonist (Tenorsaxophon, Altsaxophon, Flöte).

## Leben und Wirken
Forsthoff begann mit sieben Jahren Piano zu lernen; mit sechzehn kamen Saxophon und Klarinette dazu. Nach Abitur und Facharbeiterlehre begann er 1964 ein Studium an der Hochschule für Musik Carl Maria von Weber Dresden (Saxophon, Klavier). Anschließend hatte Forsthoff Engagements in Tanzkapellen in Berlin, bevor er in der Gruppe SOK Jazzrock spielte. Hier waren Ulrich Gumpert und Günter Baby Sommer die entscheidenden Triebkräfte für sein musikalisches Bewusstsein, speziell in Richtung Jazz. Anschließend hatte er Engagements bei Klaus Lenz (Jazz Jamboree Warschau 1974) und in der Band von Uschi Brüning (Warschau 1976, Prag 1978). Als Solist wurde er durch Aufnahmen und Auftritte mit der Modern Soul Band, und im Jazz vor allem mit der Gumpert Workshop Band bekannt, mit der er auch bei den Berliner Jazztagen 1979 und dem Moers Festival  1979 auftrat. Tourneen durch alle osteuropäischen Länder schlossen sich an. In Werkstattbesetzungen mit Hanno Rempel, Ernst-Ludwig Petrowsky und  Manfred Schulze trat er auf mehreren deutschen Festivals auf. Forsthoff arbeitet auch als Studiomusiker (z. B. mit der AMIGA Blues Band um Peter Gläser, Gerhard Hugo Laartz und Herbert Junck), spielte in der Blech Band von Hannes Zerbe (Jazz Ost-West Nürnberg 1984) und mehrere Jahrzehnte im Quartett von Joe Sachse (North Sea Jazz Festival 1990). Ferner war er im Jazzorchester der DDR unter Leitung von Manfred Hering und Baby Sommer aktiv. Er trat seit 1987 in seinem eigenen Trio mit Gerhard Kubach am Kontrabass und Denis Stilke am Schlagzeug auf (CD „Four Together“), das oftmals um den Trompeter Paul Schwingenschlögl zum Quartett erweitert wurde. Daneben war Forsthoff an zwei Berliner Musikschulen als Saxophonlehrer tätig.